# Antoni Smuglewicz

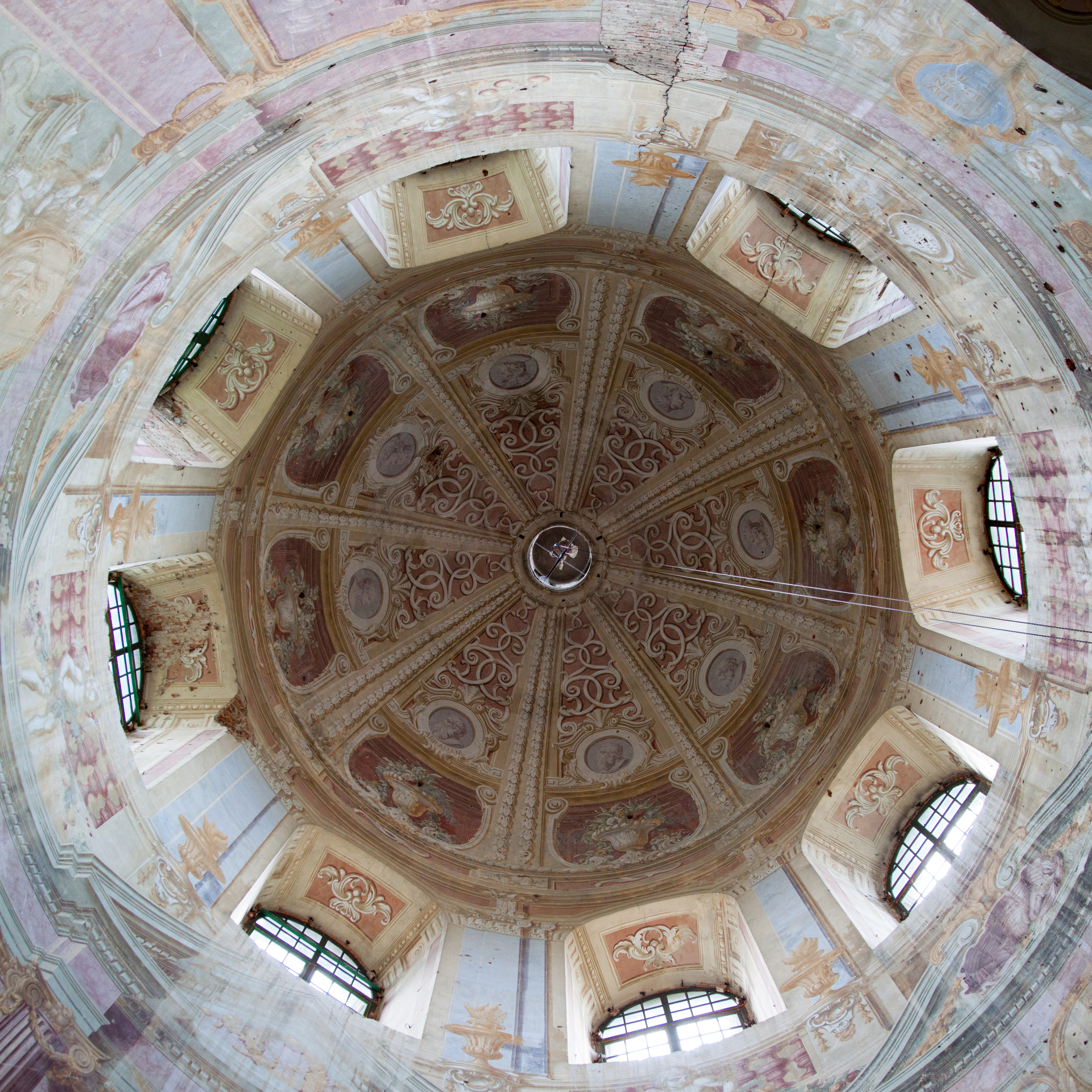
Nikolauskirche in Pidhirzi

Antoni Smuglewicz (* 1740 in Warschau; † 1810 in Vilnius) war ein polnischer Maler des Klassizismus.

## Leben und Werk
Er war Schüler und Sohn von Łukasz Smuglewicz sowie Bruder von Franciszek Smuglewicz, der ebenfalls Maler war. 
Seine Arbeiten sind noch in der Nikolauskirche in Pidhirzi, die er zusammen mit seinem Vater ausführte, im Schloss Dobrzyc und im Schloss Lubostroń erhalten. Zudem war er vor allem als Theatermaler tätig.

## Bibliografie
- Tadeusz. S. Jaroszewski: Pałace w Polsce : przewodnik. Warszawa: „Sport i Turystyka“ : Muza, 2000, S. 40, 94. ISBN 83-7200-585-0.

| Personendaten    | Personendaten                                |
| ---------------- | -------------------------------------------- |
| NAME             | Smuglewicz, Antoni                           |
| KURZBESCHREIBUNG | polnischer Maler des Rokoko und Klassizismus |
| GEBURTSDATUM     | 1740                                         |
| GEBURTSORT       | Warschau                                     |
| STERBEDATUM      | 1810                                         |
| STERBEORT        | Vilnius                                      |